# Mradice
Mradice jsou vesnice, část města Postoloprty v okrese Louny. Nachází se asi 3,5 km na jih od Postoloprt. K vesnici patří chatová osada Oharka, kterou tvoří několik desítek převážně zděných chat. Osada po svém založení sloužila k rekreaci obyvatel z Mostecka a Teplicka. Nyní je část těchto chat užívána k trvalému bydlení. Počtem adres chatová osada převyšuje původní zástavbu vesnice. Mradice je také název katastrálního území o rozloze 3,27 km².

## Historie
První písemná zmínka o vesnici pochází z roku 1238. Tehdy směnil s povolením krále Václava I. purkrabí na Lokti Sulislav s opatem břevnovského kláštera Klementem II. svou vesnici Levonice za Mradice. Není známo, jak dlouho zůstala vesnice ve šlechtických rukou, nicméně v roce 1328 patřily Mradice benediktinkám z kláštera sv. Jiří na Pražském hradě. V onom roce se u vsi uvádí mlýn, což ho činí jedním z nejstarších v regionu. V roce 1362 ho abatyše Markéta pronajala emfyteutickým právem mlynáři Martinovi zároveň se dvěma ostrovy.
Není jasné, kdo se stal majitelem Mradic během husitských válek, když pražský klášter přestal načas existovat. Nicméně v roce 1436 je spolu s jinými klášterními statky zapsal císař Zikmund Lucemburský šlechtici jménem Hanušovi (Janovi) Honingerovi. Při revizi nemovitého majetku v polovině 50. let 15. století však benediktinky dostaly Mradice zpět. Za stavovského povstání 1618–1620 kláštery opět o většinu svého nemovitého majetku přišly. Mradice získal Prokop Dvořecký z Olbramovic. Dlouho se však z vesnice netěšil, neboť byl jako jeden z členů direktoria v červnu 1621 na Staroměstském náměstí sťat. V roce 1631 už Mradice opět patřily benediktinkám.
Třicetiletou válkou ale vesnice značně utrpěla. Berní rula z roku 1654 v Mradicích uvádí dvacet statků, šest z nich ale bylo buď pustých, nebo z nich nebylo možné platit berni. Stavení byla "velmi zkažená". Navíc ještě roku 1658 pět statků vyhořelo. Podle tereziánského katastru z roku 1757 už stálo ve vsi 25 berní povinných usedlostí. Poddaní nemuseli robotovat, platili finanční náhradu. Obilí prodávali hlavně do Jirkova a Chomutova, někteří měli vlastní chmelnice, které se rozkládaly na šesti hektarech. Řemeslo provozovali dva krejčí a ševci a také zedník a tkadlec. Mlýn byl ale opuštěný a zpustlý. V roce 1768 prodaly benediktinky vesnici majiteli blízkého zámku Stekník Františku Kulhánkovi z Klaudenštejna. V té době byla v Mradicích založena škola. Zprvu se učilo ve statcích sedláků, až v roce 1820 byl pro školu postaven samostatný dům. Roku 1897 byla podle plánů liběšického stavitele Adolfa Macha postavená škola nová. Budova dnes slouží k obytným účelům.
Majitelé mradického zámku a polností k němu přináležejícím se často střídali a do českých dějin se nijak nezapsali. Výjimkou je průkopník družstevnictví František Ladislav Chleborád, jemuž mradický statek patřil v letech 1872–1878. Chleborád pak prodal statek žateckému obchodníkovi se chmelem Jakobu Langovi. V majetku rodiny zůstal zámek až do roku 1948. Po roce 1990 byl rodině restituován.
Dva největší požáry v novověku postihly Mradice v letech 1754 a 1887. Při prvním z nich vyhořely domy severně od rybníka čp. 27–31, při druhém bylo postiženo devět statků a věž kapličky. Tyto údaje, spolu s mnoha dalšími, uvádí nedochovaná obecní kronika, která je částečně otištěna v německé Tutteho Vlastivědě žateckého okresu.
Sbor dobrovolných hasičů byl v obci založený roku 1897, 1904 pak spořitelní spolek pro Mradice a Levonice. Ve vsi v té době působily dva hostince, řeznictví, truhlárna, kovárna, dva ševci a dva zedníci.
Zá 1. republiky se v Mradicích k německé národnosti hlásilo 82 % dospělých obyvatel. České děti proto navštěvovaly menšinovou školu ve Skupicích.

## Obyvatelstvo
|           | 1869 | 1880 | 1890 | 1900 | 1910 | 1921 | 1930 | 1950 | 1961 | 1970 | 1980 | 1991 | 2001 | 2011 | 2021 |
| --------- | ---- | ---- | ---- | ---- | ---- | ---- | ---- | ---- | ---- | ---- | ---- | ---- | ---- | ---- | ---- |
| Obyvatelé | 233  | 283  | 248  | 275  | 222  | 215  | 194  | 118  | 104  | 95   | 68   | 47   | 56   | 85   | 76   |
| Domy      | 38   | 39   | 37   | 48   | 52   | 48   | 45   | 42   | 28   | 27   | 23   | 30   | 29   | 40   | 33   |

## Obecní správa
Při sčítání lidu byly Mradice v letech 1869–1950 obcí v okrese Žatec (v roce 1890 byly uvedeny pod názvem Mraidice). V letech 1961–1976 byly obcí v okrese Louny a od 1. května 1976 do 31. prosince 1980 částí obce Skupice. Od 1. ledna 1981 jsou venkovskou částí města Postoloprty.

## Pamětihodnosti
- Zámek Mradice z roku 1802[20]
- Kaple Čtrnácti svatých pomocníků z roku 1841[21], byla přestavěna v roce 1887 a opravena v roce 2001[22]
- Pomník obětem obou světových válek[23]
- Železný kríž z roku 1870[24]
- Okolo vesnice vede úsek C-27 linie opevnění tvořený lehkými opevněními vzor 37 (tzv. řopíky) vybudovanými Československem v letech 1937–1938.
- Podle vesnice teče řeka Ohře, u které stojí mradický mlýn, připomínaný už roku 1328.

## Osobnosti
Ve vsi se narodil fotograf, učitel a hudebník Josef Wara (1863–1937).

## Galerie

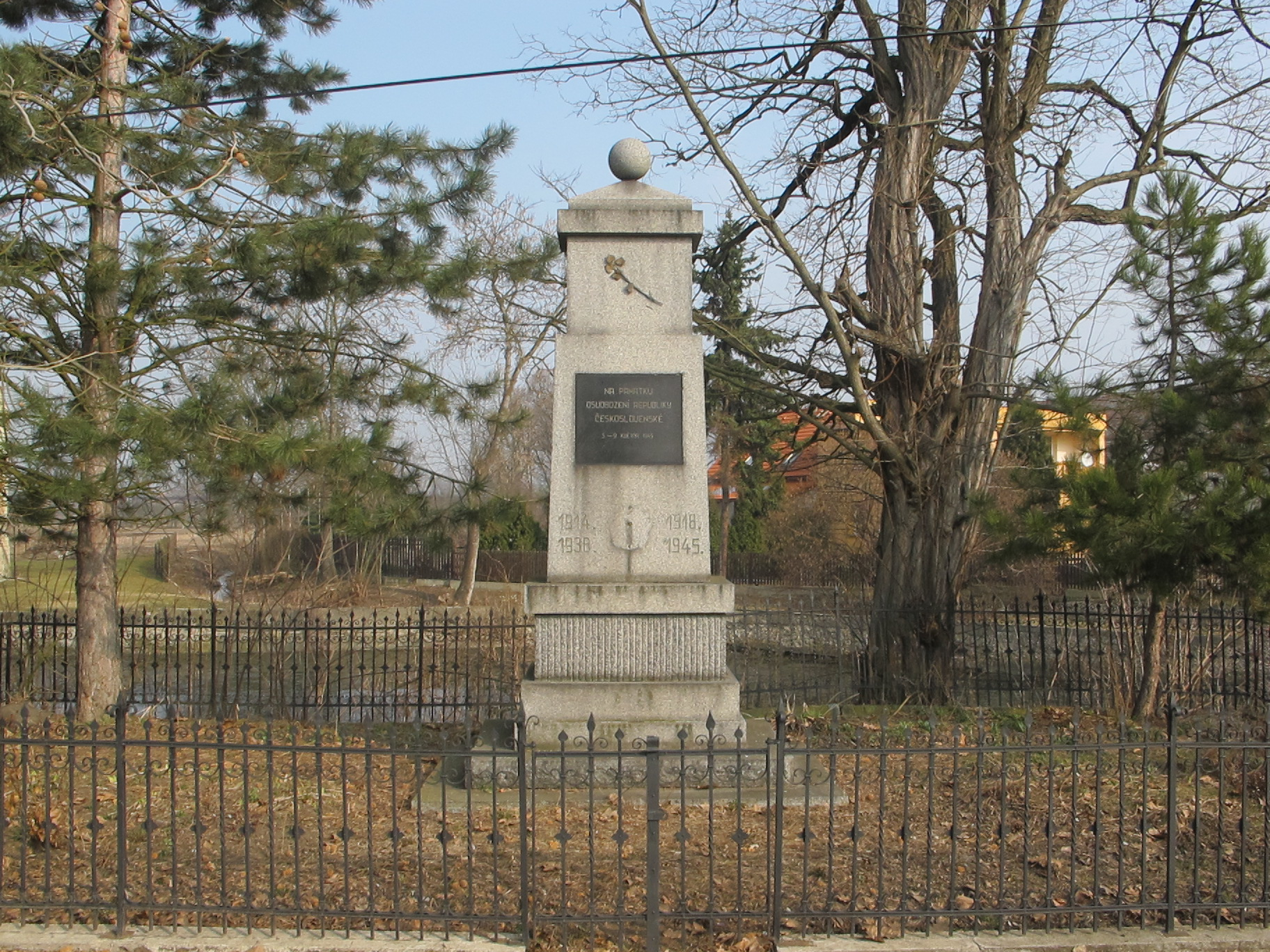
Památník obětem obou světových válek
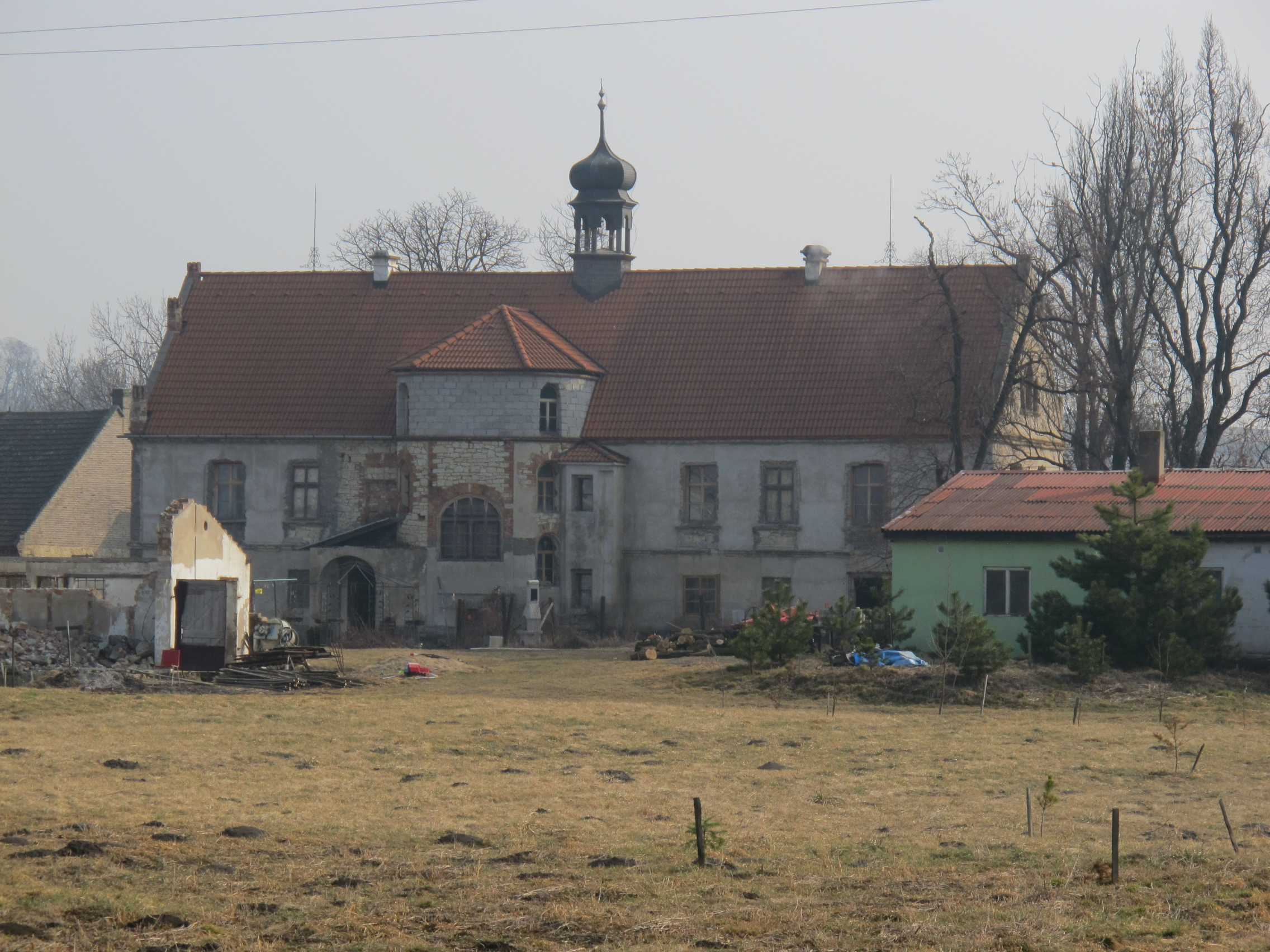
Zámek
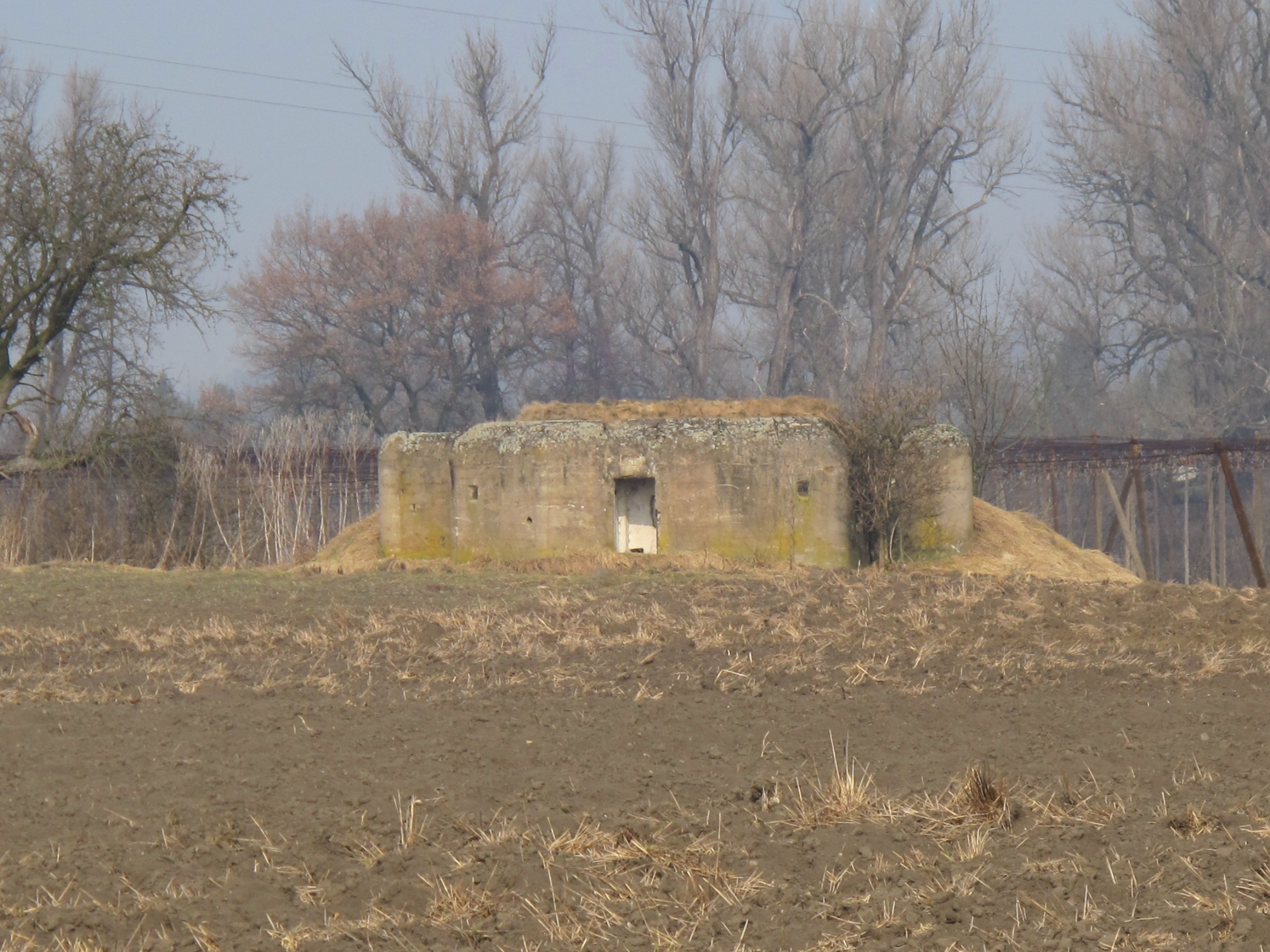
Bunkr zvaný řopík z roku 1937